# The Price He Paid
The Price He Paid er en amerikansk stumfilm fra 1914 af Lawrence McGill.

## Medvirkende
- Philip Hahn som Richard.
- Gertrude Shipman som Lucie.
- Julia Hurley som Granny.
- Edith Hinckle som Mrs. Lyons.
- Reeva Greenwood som Patrice.